# 剛果琴脂鯉屬
剛果琴脂鯉屬為輻鰭魚綱脂鯉目琴脂鯉亞目複齒脂鯉科的其中一属。

## 下属物种
- 奧氏剛果琴脂鯉(Congocharax olbrechtsi)
- 斑尾剛果琴脂鯉(Congocharax spilotaenia)

## 扩展阅读
維基物種上的相關：剛果琴脂鯉屬